# Erimena
Erimena  ou  Érimena est roi de l'Urartu de 625 à 605 av. J.-C. Il est probablement le fils de Sarduri III et successeur de Sarduri IV (bien que selon une autre théorie, il est un des frères de Rusa II).
En 609 av. J.-C., c'est, après l'Assyrie, au tour de l'Urartu de subir l'attaque du nouvel envahisseur qu'est Babylone. Une chronique babylonienne mentionna une expédition dans la région montagneuse de Bit Hanounia durant le règne du roi Nabopolassar (626-605).
Erimena est suivi sur le trône par son fils Rusa III.